# Primer Festival Popular de Poesia Catalana
El Primer Festival Popular de Poesia Catalana, també conegut com a El Price dels Poetes, és un esdeveniment que va acollir una trentena de recitals de poesia a càrrec tant dels mateixos autors com d'actors que llegien autors no presents. L'acte es va dur a terme a la Sala Price de Barcelona, local normalment destinat a acollir combats de boxa i lluita lliure, el 25 d'abril de 1970. Es tractava d'una iniciativa de la Comissió Coordinadora de Forces Polítiques de Catalunya, aplec dels partits polítics clandestins més importants del moment, per tal d'impulsar un gran acte de mobilització popular.
El festival, on la poesia i la llengua catalanes van tenir un protagonisme absolut, va ser un dels actes culturals i polítics més destacats de l'antifranquisme. L'acte unitari es feia també en solidaritat amb el moviment obrer. Els diners recaptats es van destinar a pagar l'organització i les multes que va imposar el Govern Civil; la resta va anar als familiars dels presos polítics.
Hi van recitar els poetes Salvador Espriu, Joan Vinyoli, Gabriel Ferrater, Pere Quart, Joan Brossa i Agustí Bartra, entre d'altres. El muntatge general va anar a càrrec de Josep Anton Codina i Feliu Formosa. Josep Guinovart va fer el cartell de l'acte i Frederic Amat, que en aquell moment tenia 18 anys, l'escenografia. El cineasta Pere Portabella hi va enregistrar, clandestinament, el film Poetes catalans (1970).

## Acte
Es diu que per poder dur a terme el festival, encara sota el règim franquista, els organitzadors van enginyar-se-les per escapar la prohibició que els imposaria l'administració. A l'hora de tramitar els permisos per celebrar el primer Price, Colomines, Horta i Vallverdú van adreçar-se a la comissaria corresponent tard, de manera que quan aquells permisos van arribar al Govern Civil de Barcelona, la trobada ja s'havia celebrat.
El recital es va dividir en tres parts. A la primera, actors van llegir poemes d'autors com Vicent Andrés Estellés, Guillem d'Efak, Miquel Martí i Pol, Francesc Parcerisas i Jordi Pere Cerdà. Entre els actors s'hi trobaven Montserrat Carulla, Enric Casamitjana, Núria Candela, Maria Plans, Josep Torrents i Carme Sansa. A mitjanit, Sansa i Torrents van haver de marxar cap a la Cova del Drac, on representaven La cultura de la Coca-cola, de Maria Aurèlia Capmany.
A continuació, els poetes van recitar una breu antologia de la seva obra. Hi van participar Joan Colomines, Agustí Bartra, Feliu Formosa, Joan Oliver-Pere Quart, Salvador Espriu, Jordi Teixidor, Joan Vinyoli, Rosa Leveroni, Josep Palau i Fabre, Joan Brossa, Gabriel Ferrater, Jordi Sarsanedas, Josep Maria Llompart, Jaume Vidal i Alcover, Xavier Amorós, Joaquim Horta i Francesc Vallverdú.
Pere Quart, que fou un dels més celebrats de la vetllada, va exaltar el públic amb fragments com ara “una esperança desfeta, / una recança infinita. / I una pàtria tan petita/ que la somio completa”. En la cloenda final, van esclatar crits de "Llibertat!" entre el públic, pels que van multar Joan Colomines, poeta i ideòleg del festival, amb 10.000 pessetes.

## Recepció
La Vanguardia recollia en una breu crònica publicada el 28 d'abril de 1970: 
"El acto -se dijo como punto final- es la integración de una cultura antigua y fiel a un pueblo nuevo y vigoroso. El público entró de lleno en el espectáculo poético, perdonando las lagunas que pudieran producirse por la envergadura que alcanzó el recital. La velada contentó a todos, a los poetas, a los intérpretes y al auditorio que desbordaba la capacidad del Price.
Si la poesía viene de la sangre, de la tierra, del hombre, en la velada el público la volvió a recogerla con entusiasmo. El recital tuvo una duración de dos horas y media, y leyeron sus poesías 79 vates. Exaltar o ensombrecer actuaciones, citando nombres, sería injusto, porque en cada interpretación hubo pasión y total entrega de sentimientos.

El público salió satisfecho y ordenadamente de la sala. Muchos de los asistentes se quedaron en la calle para comentar el éxito de esta primera velada popular de poesía catalana. Algunos grupos jóvenes se manifestaron por la Ronda San Antonio y siguiendo por las calles Torres Amat y Tallers aparecieron en la Plaza de la Universidad, donde derribaron unas vallas de las obras del Metro y rompieron un cristal de escaparate de unos almacenes. Continuaron manifestándose por la calle de Pelayo, siendo disueitos entre las calles de Jovellanos y Plaza de Cataluña."
El recital al Price és considerat un punt d'inflexió per a la poesia catalana. Segons l'historiador de la literatura Jaume Aulet, el festival "va assolir una enorme projecció" i "pot ser considerat com un dels pocs espais de convergència real entre els nous poetes i els que s'havien donat a conèixer en la dècada anterior".

## Actes posteriors
El 15 de maig de 1975 va tenir lloc el Gespa Price, organitzar per estudiants de la Universitat Autònoma de Barcelona, entre els qui hi havia Vicenç Altaió i Jaume Creus. Hi varen participar setanta poetes i el públic estava format per més de dos mil estudiants. Jesús-Angel Prieto en va produir una pel·lícula en color. El 21 de maig de 1977 se celebrà el Price-Congrés al Palau Blaugrana sota el lema "Els poetes dels Països Catalans per l'ús oficial del català".
El 26 d'abril de 1995 es va celebrar el vintè aniversari del Primer Festival Popular de Poesia Catalana al Palau de la Música sota el títol El Price dels Poetes. Maria Mercè Marçal a Dona i poesia: més enllà i més ençà del mirall de la medusa lamenta la falta de dones en el programa de l'homenatge al Palau –que ja era prou notori en l'acte original–, i parla de “la poesia entre el poble” com un concepte que començava a envellir: el context era un altre.
El 27 d'abril de 2020, amb el 50è aniversari del festival, s'havia de celebrar al Teatre de la Biblioteca de Catalunya un acte d'homenatge amb poetes actuals i la participació de la compositora Marina Herlop i el cineasta Isaki Lacuesta. La celebració, produïda per Memorial Democràtic i Institució de les Lletres Catalanes, i co-dirigida amb Manuel Guerrero, es va posposar a causa de la crisi del coronavirus.